# Zahraj to znovu, Same
Zahraj to znovu, Same (v anglickém originále Play It Again, Sam) je americký film z roku 1972, který natočil režisér Herbert Ross. Film je založen na stejnojmenné divadelní hře z roku 1969, kterou napsal Woody Allen. Allen zároveň napsal scénář k tomuto filmu a hraje v něm hlavní roli. Dále ve filmu hráli Diane Keatonová, Tony Roberts a Viva. Film pojednává o nedávno rozvedeném filmovém kritikovi, kterého jeho nejlepší kamarád a jeho manželka nutí, aby s někým začal znovu chodit. Děj snímku se odehrává v San Franciscu.
Název filmu je nepřesným odkazem na film Casablanca, kde hlavní hrdinka, představovaná Ingrid Bergmanovou, žádá pianistu, aby zahrál její oblíbenou píseň.